# Ernst Karl Abbe
Ernst Karl Abbe, nemški fizik, optik, poslovnež, in družbeni reformator, * 23. januar 1840, Eisenach, vojvodina Veliko Saška-Weimar-Eisenach, † 14. januar 1905, Jena, Nemčija.
Abbe je skupaj s Friedrichom Ottom Schottom in Carlom Zeissom postavil temelje sodobne  optike. Z znanstvenim delom v optiki je omogočil razcvet Zeissove tovarne v Jeni iz majhne Zeissove delavnice iz leta 1846. Razvil, konstruiral in dodelal je mnoge optične inštrumente: refraktometer, daljnogled s prizmami, objektive za fotokamero, daljinomer, itd. Bil je solastnik podjetja Carl Zeiss, znanega nemškega proizvajalca raziskovalnih mikroskopov, teleskopov, planetarijev in drugih optičnih sistemov.

## Življenje
Abbe se je rodil v Eisenachu, v veliki kneževini Sachsen-Weimar-Eisenach, dandanašnji Turingiji. Izhajal je iz skromnih razmer — njegov oče je bil delovodja v tkalnici. Ob podpori očetovega delodajalca je lahko obiskoval srednjo šolo in s precej dobrimi ocenami izpolnil splošne pogoje za vpis na univerzo. Ob koncu srednje šole je bilo že jasno čutiti njegovo nadarjenost za znanost in pa njegovo močno voljo. Tako se je kljub zaostrenim denarnim okoliščinam v družini, njegov oče odločil, da sina podpre pri študiju na univerzah v Jeni (1857—1859) in Göttingenu (1859—1861). Med svojim časom kot študent, si je z inštrukcijami pomagal izboljšati svoje dohodke. Očetov delodajalec ga je še naprej finančno podpiral.
23. marca 1861 je pridobil naslov doktorja filozofije v Göttingenu. Obranjeni disertaciji sta sledili dve kratki zaposlitvi, v Observatoriju v Göttingenu in pri Physikalischer Verein v Frankfurtu na Majni (tj. pri združenju državljanov, ki se zanimajo za fiziko in kemijo -  ustanovil ga je Goethe leta 1824 in še vedno obstaja tudi danes). Dne 8. avgusta 1863 je pridobil na univerzi v Jeni naziv univerzitetnega predavatelja. Leta 1870 je sprejel mesto izrednega profesorja za fiziko in matematiko v Jeni. Leta 1871 je poročil Elso Snell, hčerko matematika in fizika Karla Snella, enega od svojih učiteljev. 1878 je postal predstojnik astronomskih in meteoroloških observatorijev v Jeni. Leta 1889 je postal član Bavarske akademije znanosti in umetnosti. Bil je tudi član Saške akademije znanosti. Leta 1891 so ga oprostili učnih obveznosti na Jenski univerzi.

## Delo
Leta 1866 je postal direktor razvoja v podjetju Optični aparati Zeiss, kjer je 1868 iznašel apokromat, to je mikroskopsko lečo, pri katerih je tako primarna kot tudi sekundarna barvna okvara odstranjena. Razvil je kot prvi refraktometer in ga opisal v knjižici, objavljeni leta 1874. Odkril in opisal je Abbejevo število, to je mero za odvisnost lomnega količnika od valovne dolžine pri prozornih snoveh, in pa Abbejev kriterij, po katerem kotna ločljivost ne more biti manjša od količnika valovne dolžine in premera aperture. Ko je že bil profesor v Jeni, ga je podjetnik Carl Zeiss, v želji, da mu Abbe pomaga izboljšati procese v proizvodnji optičnih inštrumentov, pritegnil k sodelovanju; izdelava teh inštrumentov je dotlej v veliki meri temeljila na poskusih in napakah. Abbeju je v leta dolgih naporih, ki so ga spremljali tudi neuspehi, uspelo razviti teorijo optike v mikroskopih in praktične metode za nadzor kakovosti. Carl Zeiss je tako odtlej bil sposoben izdelovati mikroskope, katerih značilnosti so bile vnaprej predvidene in znane. Carl Zeiss se je leta 1875 odločil, svojemu prijatelju ponuditi solastništvo v podjetju, tako da je odtlej Ernst Abbe kot tihi solastnik velik del svojih sil in zmožnosti posvetil rastočemu podjetju.
Abbe je prvi uporabil izraz numerična apertura za sinus polovičnega kota, pomnožen z lomnim količnikom medija med pokrivnim stekelcem in lečo. Po mnenju mnogih je zaslužen za odkritje meje ločljivosti mikroskopa in za leta 1873 objavljeno formulo:
{\displaystyle d={\frac {\lambda }{2NA}}\!\,.}
Helmholtz je formulo navedelv članku iz leta 1874, s pripombo, da jo je prvi izpeljal Lagrange, ki je bil umrl pred 61 leti. Abbe je spadal v tabor pristašev odprte aperture, argumentiral je, da je ločljivost mikroskopa konec koncev omejena z aperturo uporabljene optike, da pa gre tudi za odvisnost od drugih parametrov, ki jih je poleg aperture treba pri razvoju objektivov upoštevati. Abbe je leta 1874 v članku z naslovom »A Contribution to the Theory of the Microscope and the nature of Microscopic Vision« trdil, da je ločljivost mikroskopa obratno sorazmerna njegovi aperturi, vendar formule za omejitev ločljivosti mikroskopov ni navedel.
Čeprav so formulo zgoraj teoretično kot prvi izpeljali drugi, je pošteno reči, da je bil Abbe prvi, ki je do tega zaključka prišel eksperimentalno. Objektivi, ki so bili plod sodelovanja Abbeja in Zeissa, so imeli idealno geometrijo za poti žarkov, tako da je lahko Abbe eksperimentalno potrdil, da apertura, ne pa ukrivljenost ali lega leč, postavlja zgornjo mejo za ločljivost. Abbe je enačbo prvič objavil leta 1882. V tem članku je Abbe navedel, da njegove teoretične in eksperimentalne raziskave potrjujejo gornjo enačbo. Po mnenju Abbejevega sodobnika, H. E. Frippa, ki je članke tako Abbeja kot Helmholtza prevedel v angleščino, so prispevki obeh avtorjev enakovredni.
Abbejeve raziskave, katerih cilj so bili visoko kakovostni objektivi, so pripeljale do pomembnih dosežkov, kot sta recimo diagnoza in korekcija optične aberacije, brez katere pri objektivih ni mogoče doseči meje ločljivosti po enačbi zgoraj. Poleg sferne aberacije je Abbe tudi odkril Abbejev sinusni pogoj, ki pravi, da morajo v optičnem sistemu, za katerega želimo z difrakcijo omejeno prenosno funkcijo, žarki imeti konstantno kotno povečavo po celotni porazdelitvi kotov.
Abbe je izumil po njem imenovan kondenzor, ki se v mikroskopih uporablja za osvetljevanje vzorca. Med svojim dejavnim sodelovanjem pri Carl Zeissu je tudi uvedel osemurni delavnik, kot spomin in odgovor na 14-urno vsakodnevno garanje svojega očeta. Leta 1891 je ustanovil in finančno omogočil Fundacijo Carl Zeiss za znanstvene raziskave.

## Priznanja

### Poimenovanja
Po njem se imenuje krater Abbe na Luni in asteroid glavnega pasu 5224 Abbe.

## Izbrana dela
Abbe je bil pionir na področju optike, načrtovanja leč in mikroskopije; za sodobnike je bil avtoriteta. Zapustil nam je številne publikacije s svojimi dognanji, izumi in odkritji. Spodaj je seznam publikacij, katerih avtor je, med njimi se najde tudi veliko povezav do skeniranih strani (Google Knjiga).
- Abbe, Ernst (1873). »Über einen neuen Beleuchtungsapparat am Mikroskop«. Archiv für mikroskopische Anatomie. Zv. 9. str. 469–480.
- Abbe, Ernst (1873). »Beiträge zur Theorie des Mikroskops und der mikroskopischen Wahrnehmung«. Archiv für Mikroskopische Anatomie. Zv. 9, št. 1. str. 413–468. doi:10.1007/BF02956173. ISSN 0176-7364. Pridobljeno 27. avgusta 2010.
- Abbe, Ernst (1874). »A Contribution to the Theory of the Microscope and the Nature of Microscopic Vision«. Proceedings of the Bristol Naturalists' Society. Zv. 1. str. 200–261.
- Abbe, Ernst (1874). »Neue Apparate zur Bestimmung des Brechungs und Zerstreuungsvermögens fester und flüssiger Körper«. Jenaische Zeitschrift für Naturwissenschaft. Zv. 8. str. 96–174.
- Abbe, Ernst (1875). »A New Illuminating Apparatus for the Microscope«. The Monthly Microscopical Journal. Zv. 13. str. 77–82.
- Abbe, Ernst (1875). »Extracts from Mr. H. E. Fripp's Translation of Professor Abbe's Paper on the Microscope«. The Monthly Microscopical Journal. Zv. 14. str. 191–201.
- Abbe, Ernst (1875). »Extracts from Mr. H. E. Fripp's Translation of Professor Abbe's Paper on the Microscope (Cont.)«. The Monthly Microscopical Journal. Zv. 14. str. 245–254.
- Abbe, Ernst (1878). »Über mikrometrische Messung mittelst optischer Bilder«. Jenaische Zeitschrift für Naturwissenschaft. str. 11–17.
- Abbe, Ernst (1878). »Über Blutkorper-Zahlung«. Jenaische Zeitschrift für Naturwissenschaft. str. 98–105.
- Abbe, Ernst (1878). »Über die Bedingungen des Aplanatismus der Linsensysteme«. Jenaische Zeitschrift für Naturwissenschaft. str. 129–142.
- Abbe, Ernst (1878). »Über die Grenzen der geometrischen Optik«. Jenaische Zeitschrift für Naturwissenschaft. str. 71–109.
- Abbe, Ernst (11. junij 1879). »On Stephenson's System of Homogeneous Immersion for Microscope Objectives«. Journal of the Royal Microscopical Society. Zv. 2. str. 256–265.
- Abbe, Ernst (1879). »On New Methods for Improving Spherical Correction applied to the Construction of Wide-angled Object-glasses«. Journal of the Royal Microscopical Society. Zv. 2. str. 812–824.
- Abbe, Ernst (2. maj 1879). »Über die Bestimmung von Zeit und Polhöhe aus Beobachtungen in Höhenparallen«. Jenaische Zeitschrift für Naturwissenschaft. str. 57–66.
- Abbe, Ernst (21. februar 1879). »Über die Bestimmung der Brechungs-Verhältnisse fester Körper mittelst des Refractometers«. Jenaische Zeitschrift für Naturwissenschaft. str. 35–44.
- Abbe, Ernst (1880). »Conditions on Aplanatism of Systems of Lenses«. Journal of the Royal Microscopical Society. Zv. 3. str. 509–515.
- Abbe, Ernst (1880). »Some Remarks on the Apertometer«. Journal of the Royal Microscopical Society. Zv. 3. str. 20–31.
- Abbe, Ernst (1880). »The Essence of Homogenous Immersion«. Journal of the Royal Microscopical Society. 2. Zv. 1. str. 526.
- Abbe, Ernst (1880). »Illumination for Binocular Microscopes with HIgh Powers«. Journal of the Royal Microscopical Society. 2. Zv. 1. str. 690–692.
- Abbe, Ernst (1880). »Penetrating Power of Objectives«. Journal of the Royal Microscopical Society. 2. Zv. 1. str. 831–832.
- Abbe, Ernst (1881). »Beschreibung eines neuen stereoskopischen Oculars«. Repertorium für Experimental-Physik für Physikalische Technik. Zv. 17. str. 197–224.
- Abbe, Ernst (1881). »Origin of Homogeneous Immersion«. Journal of the Royal Microscopical Society. 2. Zv. 1. str. 131–134.
- Abbe, Ernst (1881). »Conditions of Microstereoscopic Vision – "Penetration"«. 2. Zv. 1. str. 680–689. {{navedi revijo}}: Sklic magazine potrebuje|magazine= (pomoč)
- Abbe, Ernst (1881). »On the Estimation of Aperture in the Microscope«. Journal of the Royal Microscopical Society. Zv. 1, št. 3. str. 388–423.
- Abbe, Ernst (1881). »On the Conditions of Orthoscopic and Pseudoscopic Effects in the Binocular Microscope«. Journal of the Royal Microscopical Society. 2. Zv. 1. str. 203–211.
- Abbe, Ernst (1881). »Abbe's Stereoscopic Eye-piece«. Journal of the Royal Microscopical Society. 2. Zv. 1. str. 298–299.
- Abbe, Ernst (1881). »Conditions of Aplanatism for Wide-angled Pencils«. Journal of the Royal Microscopical Society. 2. Zv. 1. str. 831.
- Abbe, Ernst (1882). »Miniatured Images«. Journal of the Royal Microscopical Society. 2. Zv. 2. str. 693–696.
- Abbe, Ernst (1882). »The Relation of Aperture and Power in the Microscope«. Journal of the Royal Microscopical Society. Zv. 2, št. 3. str. 300–309.
- Abbe, Ernst (1882). »The Relation of Aperture and Power in the Microscope (continued)«. Journal of the Royal Microscopical Society. 2. Zv. 2, št. 1. str. 460–473.
- Abbe, Ernst (1883). »The Relation of Aperture and Power in the Microscope (continued)«. Journal of the Royal Microscopical Society. 2. Zv. 3, št. 1. str. 790–812.
- Abbe, Ernst (1884). »Note on the Proper Definition of the Amplifying Power of a Lens or Lens-System«. Journal of the Royal Microscopical Society. Zv. 4, št. 1. str. 348–351.
- Abbe, Ernst (1884). »On the Mode of vision with Objectives of Wide Aperture«. Journal of the Royal Microscopical Society. Zv. 4, št. 1. str. 20–27.
- ABBE, E. (1895). DOUBLE PRISM FOR TOTALLY-REFLECTING REFRACTOMETERS. Google Patents.
- Abbe, E.; Lummer, O.; Reiche, F. (1910). Die Lehre von der Bildentstehung im Mikroskop. Vieweg.
- Abbe, E. (1886). »The new microscope«. S Ber Jena Ges Med. Zv. 2. str. 107–108.
- Abbe, E.; Rudolph, Paul (1897). »Anamorphotisches Linsensystem«. German Pat. Zv. 99722.
- Abbe, E. (1895). Motive und Erläuterungen zum Entwurf eines Statuts der Carl Zeiss-Stiftung. Vopelius.
- Abbe, E. (1906). Sozialpolitische Schriften. G. Fischer.
- Abbe, E. (1890). »Messapparate für Physiker«. Zeitschrift für Instrumentenkunde. Zv. 10. str. 446–447.
- Abbe, Ernst (22. junij 1897), Telescope, Jena, pridobljeno 27. avgusta 2010
- Abbe, Ernst; Rudolph, Paul (26. avgust 1890), Photographic Objective, Jena, pridobljeno 27. avgusta 2010
- Abbe, E. (1876). »Die optischen Hilfsmittel der Mikroskopie. Bericht über die wissenschaftlichen Apparate auf der Londoner internationalen Ausstellung (1876), Hrsg. Hoffmann, AW (1878), Braunschweig, 383«. Abbe, E.(1904), Gesammelte Abhandlungen, Bd. Zv. 1.
- Abbe, Ernst (1886). Über Verbesserungen des Mikroscope mit Hilfe neuer Arten optischen Glases.